# Kutas
Kutas est un village et une commune du comitat de Somogy en Hongrie.